# Lydella scirpophagae
Lydella scirpophagae är en tvåvingeart som först beskrevs av Chao och Shi 1982.  Lydella scirpophagae ingår i släktet Lydella och familjen parasitflugor. Inga underarter finns listade i Catalogue of Life.